# BLACK BLOOD BROTHERS
《BLACK BLOOD BROTHERS》是あざの耕平原作、草河遊也插畫的轻小说，由富士見Fantasia文庫刊行，於2004年7月16日开始在《DRAGON MAGAZINE》连载。

## 小说一覽
- BLACK BLOOD BROTHERS（本編）全11冊
  - BLACK BLOOD BROTHERS 1  兄弟上陸 ISBN 978-4-8291-1629-6
  - BLACK BLOOD BROTHERS 2  特区鳴動 ISBN 978-4-8291-1671-5
  - BLACK BLOOD BROTHERS 3  特区震撼 ISBN 978-4-8291-1692-0
  - BLACK BLOOD BROTHERS 4  倫敦舞曲 ISBN 978-4-8291-1775-0
  - BLACK BLOOD BROTHERS 5  風雲急告 ISBN 978-4-8291-1795-8
  - BLACK BLOOD BROTHERS 6  九牙集結 ISBN 978-4-8291-1860-3
  - BLACK BLOOD BROTHERS 7  王牙再臨 ISBN 978-4-8291-1921-1
  - BLACK BLOOD BROTHERS 8  宣戰恋歌 ISBN 978-4-8291-1968-6
  - BLACK BLOOD BROTHERS 9  黑蛇接近 ISBN 978-4-8291-3299-9
  - BLACK BLOOD BROTHERS 10 銀刀出陣 ISBN 978-4-8291-3389-7
  - BLACK BLOOD BROTHERS 11 賢者転生 ISBN 978-4-8291-3403-0

- BLACK BLOOD BROTHERS（S）（短編）全6冊
  - BLACK BLOOD BROTHERS (S)1 ISBN 978-4-8291-1734-7
  - BLACK BLOOD BROTHERS (S)2 ISBN 978-4-8291-1833-7
  - BLACK BLOOD BROTHERS (S)3 ISBN 978-4-8291-1881-8
  - BLACK BLOOD BROTHERS (S)4 ISBN 978-4-8291-1943-3
  - BLACK BLOOD BROTHERS (S)5 ISBN 978-4-8291-3254-8
  - BLACK BLOOD BROTHERS (S)6 ISBN 978-4-8291-3342-2
- 其他（關連書籍）
  - BLACK BLOOD BROTHERS MANUAL ISBN 978-4-8291-7628-3

## 登場人物
- 望月次郎 声：櫻井孝宏（動畫）/神谷浩史（廣播劇）

被稱為『銀刀』，是十年前在香港聖戰對抗『九龍的血統』的英雄，但同時也因毫不留情斬殺被轉化的黑血，而被其族人稱以「同族殺手」仇視著。黑血，是剛滿百年不久的古血，轉化前是大日本帝國的海軍少尉，但艾莉絲被轉化為其護衛者，並與她和卡莎一同旅行了上百年。『銀刀』之名是源於其配刀，是一把在劍身上鍍了銀的日本刀。因為『賢者夏娃』的血統囊括了許多血統，雖然戰鬥時有強大的力量，但對於已知能剋制黑血的東西全都沒抵抗力。
- 望月小太郎 声：南央美

次郎之弟，尚未轉生，一直受到良好保護，次郎藉轉生前特別帶他出來看看真實的世界。
- 愛麗絲 声：南央美

次郎的戀人
- 葛城邊邊子 声：永田亮子

調解員同時亦是一名人類女性，次郎與小太郎來橫濱落海由她相救，孤兒，與次郎之間的關係如同歡喜冤家一般，歷經許多事後疑似對次郎暗生好感。
- 卡莎朵拉．吉兒．渥洛克 声：澤城美雪

簡稱「卡莎」，原本是承繼了『魔女摩根』血統的渥洛克家族一員，但在十年前被轉化為『九龍的血統』，是始祖下一代的第一名被轉化的，因而也被稱為大姐。原出身是吉普賽人，被摩根三姊妹之一人轉化，但因為在轉化時加入了其他血統，因而雖然傑出，但仍被渥洛克家族的其他人排斥。
- 龍 声：高木禮子 / 宮田幸季(香港聖戰時)

現在叫做「聖」，是被稱為『東之龍王』的古血。支持著特區的結界，但仍有能威赫傑爾曼的力量。過去聖戰時是青年的模樣，但在聖戰中戰死，目前是少年的樣子。
- 凱因．渥洛克 声：安元洋貴

『長春藤宅邸的騎士』，是承繼了『魔女摩根』的渥洛克家族的一員，也是表相領導者。原是卡莎的隨從，據旁人所言，曾做過海盜，但以獸化為巨狼的戰鬥方式出名，又稱為『青狼凱因』。
- 傑爾曼．克洛克 声：福山潤

『緋眼傑爾曼』，活了八百年的古血，承繼了『鬥將阿斯拉』血統。長相是俊美的青少年，特色是與稱號相符的紅色眼珠，能以「視經引火」。
- 陣內章吾 声：成田劍

曾經為次郎的搭檔，現在是公司上層的職員，也是葛城邊邊子的上司，為了一些目的算計次郎，但都刻意壓在不觸碰底限的範圍內。
- 赤井林輔 声：高戶靖廣
- 九郎

住在聖域裡的黑血，侍奉著『北之黑姬』，轉化前是日本人。操著奇怪的英語加日語，雖然是次郎在聖戰之後的劍術師傅，但因對小太郎有所影響，所以也感到討厭。據自身所說，過去是少年死去、孤高而優雅的英雄，卡莎也曾說過，其自稱出身於『清和源氏』。

## 动画版
2006年9月8日－2006年11月24日 全12話 

### 制作
- 原作：
- 角色原案：草河遊也
- 企画：臼井久人（東芝エンタテインメント）、古川陽子（ポニーキャニオン）、峯岸卓生（博報堂DYメディアパートナーズ）
- 監督：吉川博明
- 系列構成、脚本：杉谷祐
- 總作画監督：菅野利之、倉田綾子
- 衣裝設計：湯川純
- 機械、小物件設計：板岡錦
- 美術監督：古川洋史
- 色彩設定：渡邊亞紀
- 撮影監督：田澤二郎
- 編輯：古川雅士
- 音樂：佐橋俊彦
- 音樂制作：ハピネット
- 音樂製作人：澁谷知子、斎木隆
- 音響監督：亀山俊樹
- 音響制作：真山惠衣（オムニバスプロモーション）
- 音響效果：小山健二（サウンドボックス）
- 錄音調整：大坪惠美（OPレクイエムスタジオ）
- 錄音室：OPレクイエムスタジオ
- 宣傳：小倉尊行、菊池貞和、富井惠子
- 官方網站宣傳協力：中山憲幸（BIGLOBE）、山口健一（BIGLOBE）、栗田滋弘（BIGLOBE）
- 協力：富士見書房、博報堂、TOKYO MX
- 制作統括：芦田豐雄
- 製作：BBB Partners（東芝エンタテインメント、ポニーキャニオン、博報堂DYメディアパートナーズ）

### 主題歌
- 片頭曲　『明日の記憶』

歌：高橋直純、作詞：高橋直純、作曲・編曲：新井理生 
- 片尾曲『蜃氣楼』

歌：LOVEHOLIC、作詞・作曲：Jisun、編曲：LOVEHOLIC

## 各話標題
1. 黑血兄弟
2. 調停員
3. 九龍的血統
4. 古血
5. 經濟特別解放區
6. 夜會
7. 銀刀
8. 護衛者
9. 第11地區
10. 公司
11. 海
12. 為了我們的血統永續下去，獻上血統的一切

## 外部連結
- 動畫官方網站